# チルパンシンゴ

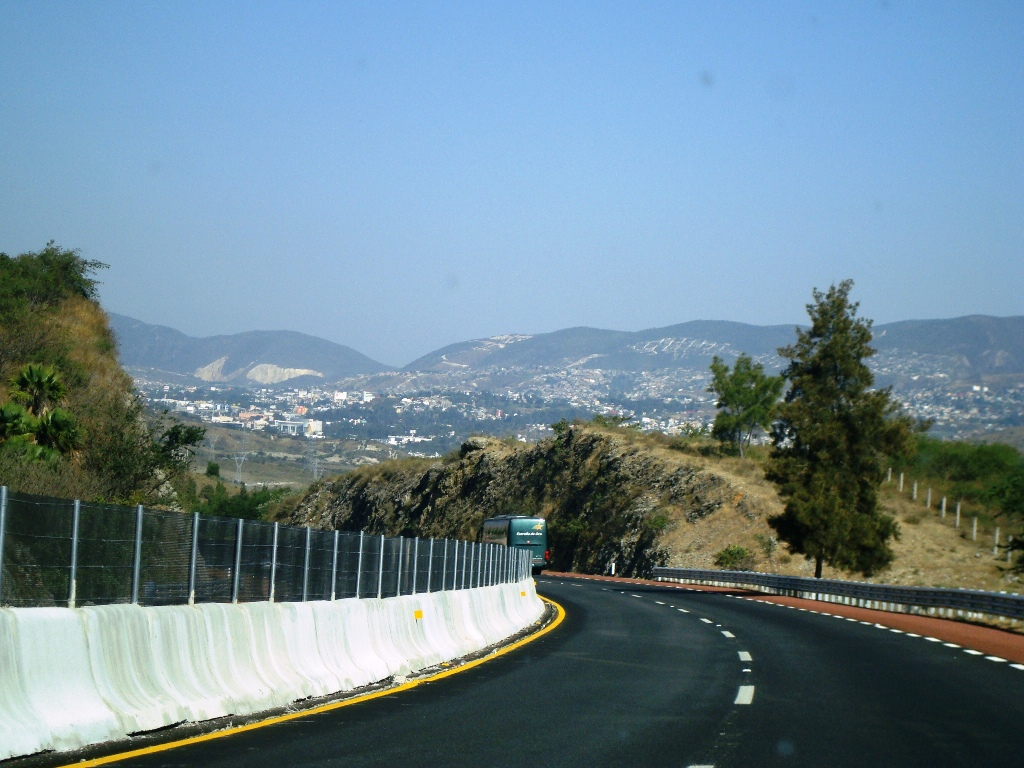
街を通過するハイウェイ

チルパンスィンゴ（Chilpancingo）は、メキシコの都市。ゲレーロ州の州都。人口は18万7251人（2010年）。正式にはチルパンスィンゴ・デ・ロス・ブラボ（Chilpancingo de los Bravo）。

## 概要
約90キロ南西の港湾都市アカプルコに次ぐ州内第二の規模の都市である。アカプルコとメキシコシティを結ぶハイウェイの途上に位置している。標高1200mの高原にあるため気温はアカプルコより5度程度低い。
16世紀、スペイン人によって建てられた。1813年、ホセ・マリア・モレーロスが、この地で議会を召集して独立宣言を発した。

## 治安
2024年時点では、日本の外務省は危険情報にて同市及びその周辺地域を危険度レベル3に指定している。これは4段階中の3で渡航中止勧告に値し、メキシコ国内で最も危険度が高い地域となっている。これは、自警団と称する武装集団や犯罪組織間の抗争及びこれらと治安当局との衝突が発生しており、これらに起因する多くの殺人及び誘拐事件が報告されているからである。
2024年10月1日、アレハンドロ・アルコスが新たに市長に就任。しかし10月6日に何者かの手により殺害された。